# Jan Kabeláč
Jeho Milost P. Mgr. Jan Kabeláč (2. února 1937 – 18. srpna 2015, Brno) byl moravský římskokatolický duchovní a 1. sídelní kanovník Královské stoliční kapituly u sv. Petra a Pavla v Brně.

## Životopis
Narodil se v Brně. Po absolvování kněžského semináře v Litoměřících byl zde také 26. června 1960 vysvěcen na kněze. Po krátké službě kooperatora v Tišnově odešel k výkonu základní vojenské služby. Do roku 1973 působil jako farní vikář na různých místech brněnské diecéze (postupně v Telči, v Jaroměřicích nad Rokytnou, v Jihlavě u sv. Jakuba a v Brně - Židenicích). Od roku 1973 působil jako administrátor ve farnosti Prušánky. Následně v letech 1975–1981 v Litobratřicích a od roku 1981 ve Vranově nad Dyjí. Mezi lety 1990–1992 byl farářem v Břeclavi-Poštorné a od roku 1992 působil v Brně nejdříve jako II. dómský vikář a farář při dómské farnosti sv. Petra a Pavla. V letech 1993–1999 působil ve funkci brněnského biskupského vikáře. 27. listopadu 1994 jej brněnská biskup Vojtěch Cikrle jmenoval kanovníkem Královské stoliční kapituly sv. Petra a Pavla. V letech 1996–2002 navíc ještě zastával funkci církevního soudce u Diecézního soudu a v letech 2000–2002 funkci rektora kostela sv. Michala. Od roku 2006 do roku 2013 působil jako farář farnosti Brno-Křenová, poté až do smrti vypomáhal v Brně - Židenicích.
V roce 2007 mu biskup brněnský Vojtěch Cikrle udělil za obětavou kněžskou službu diecézi u příležitosti 230. výročí od vzniku brněnské diecéze medaili sv. Petra a Pavla. Zemřel 18. srpna 2015 v Brně.